# Trimer
Trimer v biologii a chemii označuje molekulu složenou ze tří menších podjednotek, tzv. monomerů, navzájem kovalentně vázaných, nebo i trojici molekul vázaných slabšími mezimolekulárními interakcemi (iontovou vazbou, vodíkovými můstky nebo van der Waalsovými silami). Trimery jsou speciálním případem oligomerů. Jsou-li podjednotky trimeru identické, nazývá se homotrimerem.